# Sébastien Hoog
Pour les articles homonymes, voir Hoog.
Sébastien Hoog est un guitariste, bassiste, producteur de musique français né le 10 février 1973 à Paris.

## Biographie
Sebastien Hoog est né le 10 février 1973 à Paris.
Autodidacte, il commence la guitare à dix ans et donne ses premiers concerts dès 1991 dans le circuit blues parisien (Front Page, Who's bar, Gambrinus).
Il intègre les parisiens Sticky Beets en 1995 puis part vivre à Londres en 1998 « pour jouer avec des Anglais ». Il auditionne pour plusieurs groupes et rejoint My Drug Hell, un trio rock basé à Shepherd's Bush.

## Années 2000
Après presque trois années de vie londonienne, après quelques enregistrements dont une session au Toe Rag Studios et une tournée en Grande-Bretagne, il rentre définitivement en France le mardi 11 septembre 2001 puis intègre Big Mama en février 2002. Avec ce groupe il enregistre deux albums chez Small Axe et part trois années en tournée, jusqu’en 2005.
Il part en tournée avec Daphné avec qui il compose plusieurs chansons, récompensées par le Prix Constantin en 2008. Il joue avec Barbara Carlotti, avec qui il compose également quelques chansons figurant dans son 1er album : Les Lys brisés.
Il rencontre Izïa en septembre 2005 et tous les deux entament alors une étroite collaboration qui dure plus de dix années. Suivront de nombreux enregistrements, trois tournées, deux victoires de la musiqueet deux disques d’or. Le 29 mars 2010, Izïa annonce que l'album est disque d'or.

## Années 2010
Il réalise le deuxième album de LadyLike Dragons devenu Rivières (groupe), Turn them Into Gold. Il accompagne Rover pour la fin de sa 1re tournée de février à Septembre 2013, puis Yodelice.
En 2014, il réalise Histoire de J  de la nantaise Jeanne Cherhal (disque d'or et prix de l'Académie_Charles-Cros) et s’ensuit une tournée de dix-huit mois, avec Laurent Saligault et Eric Piffeteau de The Little Rabbits.
En 2016 il effectue la tournée du 3e album d’Izïa Higelin : La Vague, pour lequel ils composent trois titres ensemble. 
Il est contributeur au Chantier des Francos des Francofolies en tant que coach de musique, puis participe à la tournée du Chant des Colibris, organisé par le Mouvement Colibris de 2016 à 2018 en tant que guitariste du backing band. Il y rencontre Cyril Dion et débute leur collaboration musicale.
Il part en tournée avec Vanessa Paradis pour son album Les Sources (album) en septembre 2018 et réalise le 6e album de Jeanne Cherhal L’an 40 qui sort en septembre 2019 (Barclay). Il est également connu pour avoir accompagné le groupe saintais Lysistrata dans le trajet Strasbourg-Besançon en mars 2017. Il effectue également des séries de concerts avec Théo Lawrence, Arthur H, La Grande Sophie, Louane.

## Années 2020
En 2020, il crée avec Cyril Dion les Résistances Poétiques, duo mélangeant rock et poésie. Sébastien Hoog compose avec Xavier Polycarpe la musique de son 2e film, Animal, sorti en 2021.
Il rejoint Christophe Miossec à la guitare dans la tournée des 25 ans de l'album Boire (album de Miossec). En septembre 2020, il assure la direction musicale de Boire, écrire, s'enfuir, aux côtés de Mirabelle Gillis, de Laurent Saligault et de Guillaume Rosset.

## Discographie

### Compositeur
- 2002 : Opération Dancefloor de Big Mama (guitariste)
- 2005 : Rock'n Roll Karma de Big Mama (guitariste)
- 2006 : Les Lys Brisés de Barbara Carlotti (bassiste, guitariste)
- 2008 : Carmin de Daphné
- 2009 : Izia (album) de Izïa Higelin (guitariste)
- 2009 : Bleu Venise de Daphné
- 2011 : So Much Trouble d'Izïa Higelin (guitariste, bassiste)
- 2015 :  La vague d'Izïa Higelin
- 2020 : "Animal" de Cyril Dion

### Tournée
- 1998 - 2001 : My Drug Hell (UK) (bassiste)
- 2002 - 2005 : Big Mama (guitariste)
- 2005 : Barbara Carlotti
- 2005 - 2016 : Izïa_Higelin
- 2012 : Arthur H (guitariste, mini tournée)[12]
- 2013 : Rover (bassiste)
- 2014 : Yodelice (bassiste)
- 2015 : Jeanne Cherhal (guitariste)
- 2016 - 2018 : Tournée du chant des Colibris
- 2017 : Alejandra Ribera (guitariste)
- 2018 : Louane (guitariste, mini tournée)
- 2018-2020 : Vanessa Paradis (guitariste)
- 2020-2022 : Miossec (guitariste)

- Réalisateur

- 2009 : Izia (album) de Izïa Higelin (Victoire de la musique 2010 meilleur album rock, disque d'or)
- 2011 : So Much Trouble d'Izïa Higelin (Victoire de la musique 2012 meilleur album rock, disque d'or)
- 2012 : Turn them into gold de Ladylike Dragons
- 2014 : Histoire de J. de Jeanne Cherhal
- 2019 : L'An 40 de Jeanne Cherhal

- 2021 : La Matrice du Chaos d'Outed
- 2023 : Ondes de Gravité d'Outed

## Filmographie
- No Land's Song  (A.Najafi, 2014), co-compositeur, avec Sébastien Hoog dans son propre rôle de guitariste
- Animal (Cyril Dion), co-compositeur